# أصيلة بنت قيس البوسعيدية
أصيلة بنت قيس بن عزان بن قيس بن أحمد بن سعيد البوسعيدية، محسنة عمانية، أخوها الإمام عزان بن قيس وأختها السيدة عزاء. ولدت في ولاية الرستاق، واشتهر عنها كثرة العبادة والإنفاق على المحتاجين والمساكين؛ حيث تُنسب لها العديد من الأوقاف الخيرية التي تصرف ريعها في مختلف أوجه البر.

## وفاتها
"توفيت بعد وفاة أخيها الإمام عزان بن قيس بفترة قصيرة، الذي استُشهد أثناء صد هجوم السيد تركي بن سعيد على مطرح. ودُفنت في الرستاق بالقبة التي ضمت قبر أختها عزاء، وهي نفس القبة التي تحتوي قبر السلطان أحمد بن سعيد البوسعيدي، المتوفى سنة 1198 هـ."